# Sungai Gelampeh
Sungai Gelampeh is een bestuurslaag in het regentschap Kerinci van de provincie Jambi, Indonesië. Sungai Gelampeh telt 523 inwoners (volkstelling 2010).